# 100 km de Steenwerck
Le 100 km de Steenwerck est une épreuve de course à pied sur route appartenant à la famille de l'ultrafond.

## Histoire
La première édition a lieu en 1976 et réunit 100 concurrents au départ. La course se déroule tous les ans à la période de l'Ascension dans la campagne et le bourg de Steenwerck, et rassemble de nos jours plus de mille coureurs. 2025 voit sa 48ème édition. Le parcours est composé de 3 tours de 32,140 km. Chaque tour est lui-même composé de deux boucles d'environ 16 km.
Les 100 km à pied de Steenwerck ont accueilli 3 championnats nationaux des 100 km :
- 2 championnats de France : en 1996[5] et 2023[6]
- 1 championnat de Belgique : en 2016[7].

Deux courses de 100 km sont proposées en fonction du niveau des participants :
- 100 km Course ou course de jour, limité à 14 heures pour les athlètes confirmés
- 100 km Open 24 h ou course de nuit, limité à 24 heures pour tous

## Palmarès
Statistiques des 100 km de Steenwerck d'après la Deutsche Ultramarathon-Vereinigung (DUV), :

### 100kmCourse ou course de jour
| Année | Homme                | Temps           | Femme                      | Temps            | Championnat |
| ----- | -------------------- | --------------- | -------------------------- | ---------------- | ----------- |
| 2025  | Mathieu Fournier     | 8 h 9 min 58 s  | Aurélie Verrier            | 9 h 21 min 50 s  |             |
| 2024  | Benjamin Polin       | 6 h 29 min 16 s | Marie-Ange Brumelot        | 6 h 56 min 54 s  |             |
| 2023  | Benjamin Polin       | 6 h 35 min 19 s | Audrey Passot              | 7 h 50 min 38 s  | France      |
| 2022  | Arnaud Martinache    | 7 h 50 min 49 s | Christine Selman           | 9 h 44 min 24 s  |             |
| 2021  | Annulé               |                 |                            |                  |             |
| 2020  | Annulé               |                 |                            |                  |             |
| 2019  | Erik Clavery         | 7 h 13 min 38 s | Sophie Coulonvaux          | 10 h 49 min 12 s |             |
| 2018  | Fabrice Lecarpentier | 7 h 31 min 15 s | Sylvie Porteneuve          | 10 h 52 min 31 s |             |
| 2017  | Arnaud Martinache    | 7 h 58 min 5 s  | Anastasia Lavelina         | 10 h 56 min 58 s |             |
| 2016  | Wouter Decock        | 6 h 33 min 52 s | Katrien Rogiers            | 9 h 24 min 11 s  | Belgique    |
| 2015  | Olivier Bergey       | 8 h 8 min 29 s  | Natascha Bischoff          | 8 h 54 min 14 s  |             |
| 2014  | Olivier Bergey       | 8 h 0 min 33 s  | Martine Meriel             | 11 h 21 min 33 s |             |
| 2013  | Olivier Bergey       | 8 h 13 min 38 s | Anne Mouchot               | 10 h 36 min 42 s |             |
| 2012  | Olivier Lyoen        | 8 h 3 min 40 s  | Marielle Carmagnolle       | 10 h 26 min 1 s  |             |
| 2011  | Thierry Douriez      | 8 h 40 min 38 s | Édith Doyen                | 9 h 43 min 10 s  |             |
| 2010  | Philippe Masset      | 8 h 18 min 1 s  | Sophie Commont             | 9 h 48 min 6 s   |             |
| 2009  | Arnaud Martinache    | 8 h 32 min 40 s | Brigitte Postel            | 12 h 25 min 28 s |             |
| 2008  | Olivier Bergey       | 8 h 10 min 13 s | Marie-Laure Prince         | 12 h 29 min 24 s |             |
| 2007  | Jean-Francois Banck  | 7 h 42 min 50 s | Nicole Dubois              | 11 h 50 min 2 s  |             |
| 2006  | Frédéric Pille       | 7 h 36 min 14 s |                            |                  |             |
| 2005  | Thierry Dekokelaire  | 8 h 14 min 48 s | Martine Humbert            | 11 h 54 min 2 s  |             |
| 2004  | Emiel Dierckx        | 7 h 58 min 52 s | Marie-José Coinon          | 12 h 13 min 15 s |             |
| 2003  | Jean-Luc Debavelaere | 8 h 18 min 26 s | Christine Delangle         | 10 h 35 min 16 s |             |
| 2002  | Jean-Luc Debavelaere | 8 h 3 min 27 s  | Jacqueline Paris           | 11 h 14 min 4 s  |             |
| 2001  | Hugues Waterlot      | 8 h 7 min 10 s  |                            |                  |             |
| 2000  | Thierry Dekokelaire  | 7 h 54 min 12 s |                            |                  |             |
| 1999  | Jean-Nicolas Neple   | 7 h 21 min 52 s | Marie Jegou                | 9 h 50 min 46 s  |             |
| 1998  | Lucien Taelman       | 7 h 7 min 45 s  | Annie van Butsele          | 9 h 46 min 27 s  |             |
| 1997  | Jean-Luc Cardon      | 7 h 6 min 52 s  | Marie-Paule Leguerrier     | 11 h 55 min 41 s |             |
| 1996  | Roland Vuillemenot   | 6 h 43 min 22 s | Martine Cubizolles         | 7 h 38 min 53 s  | France      |
| 1995  | Gérard Courmont      | 8 h 0 min 42 s  |                            |                  |             |
| 1994  | Laurent Varin        | 7 h 35 min 35 s | Rosemonde Henry            | 11 h 1 min 14 s  |             |
| 1993  | Patrice Boulard      | 8 h 4 min 26 s  | Thérèse Cambier            | 13 h 33 min 20 s |             |
| 1992  | Jean-Paul Gerbeaux   | 8 h 18 min 41 s | Joelle Denoeu              | 13 h 13 min 18 s |             |
| 1991  | Jean-Marc Rebier     | 7 h 40 min 29 s | N.N. Pronier               | 11 h 32 min 14 s |             |
| 1990  | Max Kaezer           | 7 h 48 min 50 s | N.N. Pronier               | 11 h 8 min 39 s  |             |
| 1989  | Richard Colin        | 8 h 26 min 38 s | Thérèse Cambier            | 15 h 49 min 20 s |             |
| 1988  | Gérard Courmont      | 7 h 36 min 30 s | Christel Vollmerhausen     | 16 h 4 min 2 s   |             |
| 1987  | Patrice Levasseur    | 7 h 35 min 59 s | Joelle Fournier            | 16 h 27 min 50 s |             |
| 1986  | Christian Neauport   | 7 h 41 min 0 s  | Christel Vollmerhausen     | 10 h 41 min 0 s  |             |
| 1985  | Martin John Daykin   | 7 h 6 min 0 s   | Anne Millot                | 18 h 3 min 0 s   |             |
| 1984  | Marc Vermeulen       | 7 h 47 min 0 s  | Angela Mertens             | 8 h 57 min 0 s   |             |
| 1983  | Gérard Courmont      | 7 h 41 min 12 s | Nelly Guimoneau            | 13 h 36 min 50 s |             |
| 1982  | Henk Bronswijk       | 6 h 46 min 15 s | Monique Reale              | 13 h 24 min 18 s |             |
| 1981  | Hans-Martin Erdmann  | 7 h 20 min 3 s  | Marie-France Vassogne Plas | 8 h 41 min 36 s  |             |
| 1980  | Guy Colmar           | 8 h 0 min 40 s  | Catherine Lecordier        | 14 h 25 min 51 s |             |
| 1979  | Henk Bronswijk       | 7 h 2 min 53 s  | Marie-France Vassogne Plas | 10 h 25 min 41 s |             |
| 1978  | Mike Newton          | 7 h 31 min 30 s | Marie-France Vassogne Plas | 12 h 16 min 0 s  |             |
| 1977  | Patrice Levasseur    | 7 h 56 min 29 s | Monique Reale              | 14 h 14 min 26 s |             |
| 1976  | Yves Tournemine      | 9 h 22 min 0 s  |                            |                  |             |

### 100kmOpen 24 h ou course de nuit
| Année | Homme                 | Temps           | Femme                    | Temps            |
| ----- | --------------------- | --------------- | ------------------------ | ---------------- |
| 2025  | Jean-Marc Fauvergue   | 7 h 40 min 30 s | Odile Fatier             | 10 h 27 min 12 s |
| 2024  | Jean-Marc Fauvergue   | 8 h 10 min 12 s | Marie-Laure Roussel      | 10 h 5 min 58 s  |
| 2023  | Sébastien Benoist     | 8 h 51 min 36 s | Virginie Katschnig       | 9 h 50 min 46 s  |
| 2022  | Baptiste Feutrie      | 8 h 55 min 0 s  | Céline Dubreux           | 10 h 54 min 0 s  |
| 2021  | Annulé                |                 |                          |                  |
| 2020  | Annulé                |                 |                          |                  |
| 2019  | Philippe-Michel Panza | 8 h 29 min 25 s | Maud de Montigny         | 10 h 30 min 3 s  |
| 2018  | Mickael Pinck         | 8 h 43 min 29 s | Mélanie Laversin         | 12 h 3 min 38 s  |
| 2017  | Emmanuel Vincent      | 7 h 59 min 3 s  | Isabelle Dremaux         | 10 h 57 min 50 s |
| 2016  | Rémi Decoster         | 9 h 5 min 54 s  | Blandine Bonnici         | 10 h 53 min 16 s |
| 2015  | Emmanuel Vincent      | 8 h 25 min 39 s | Laurence Fagnon Heretick | 10 h 44 min 46 s |
| 2014  | Stéphane Sabbe        | 8 h 34 min 38 s | Blandine Bonnici         | 11 h 9 min 27 s  |
| 2013  | Ludovic Loridan       | 9 h 4 min 52 s  | Judith Deraed            | 12 h 11 min 54 s |
| 2012  | Denis Depardon        | 8 h 59 min 33 s | Sandrine Ferreira        | 10 h 39 min 33 s |
| 2011  | Jérémy Midavaine      | 8 h 51 min 43 s | Francine Hervier         | 12 h 16 min 44 s |
| 2010  | Alain Grasset         | 8 h 49 min 43 s | Nicole Dubois            | 12 h 52 min 9 s  |
| 2009  | Alain Grasset         | 9 h 1 min 44 s  | Laurence Suisse-Brunet   | 9 h 33 min 41 s  |
| 2008  | Michel Verhaeghe      | 7 h 48 min 24 s | Petra Pellicioli         | 11 h 29 min 23 s |
| 2007  | Stéphane Mathieu      | 8 h 54 min 15 s | Sylvette Milinkovitc s   | 11 h 27 min 28 s |
| 2006  | Alain Grasset         | 8 h 50 min 19 s | Sylviane Baffa           | 11 h 47 min 4 s  |
| 2005  | Laurent Moncheaux     | 8 h 33 min 59 s | Constance Devillers      | 10 h 14 min 56 s |
| 2004  | Olivier Hubert        | 8 h 37 min 18 s | Thérèse Allard           | 11 h 53 min 27 s |
| 2003  | Alain Romain          | 8 h 55 min 14 s | Thérèse Allard           | 11 h 51 min 29 s |
| 2002  | Thierry Dekokelaire   | 8 h 36 min 57 s | Fabienne Cammisuli       | 12 h 25 min 15 s |
| 2001  | Thierry Roublique     | 9 h 36 min 14 s | Colette Cauvelle         | 13 h 41 min 14 s |
| 2000  | Daniel Olivier        | 9 h 28 min 56 s | Marie-Paule Leguerrier   | 11 h 56 min 12 s |
| 1999  | Hugues Waterlot       | 8 h 59 min 28 s | Fabienne Cammisuli       | 12 h 43 min 57 s |
| 1998  | Paul-Bernard Lecoq    | 7 h 58 min 15 s | Catherine Lemaire-Bayart | 13 h 26 min 8 s  |
| 1996  | Rudy Pauwels          | 8 h 55 min 22 s | Anne-Sophie Debruyne     | 11 h 21 min 19 s |
| 1995  | Patrick Doyer         | 8 h 13 min 22 s | Emilienne Rogy           | 13 h 21 min 21 s |

## Records
Les records de l'épreuve sont détenus par le français Benjamin Polin en 6 h 29 min 16 s et la française Marie-Ange Brumelot en 6 h 56 min 54 s.
Ces 2 records ont été établis durant la même 47ème édition des 100 km de Steenwerck.
Marie-Ange Brumelot obtient également le record d'Europe de la discipline. Toutefois, son temps n'a pu être officiellement homologué par la Fédération française d'athlétisme car l'épreuve ne disposait pas d'aucun label.